# Lespesia travassosi
Lespesia travassosi là một loài ruồi trong họ Tachinidae.